# 13 Préludes, op. 32 (Rachmaninow)

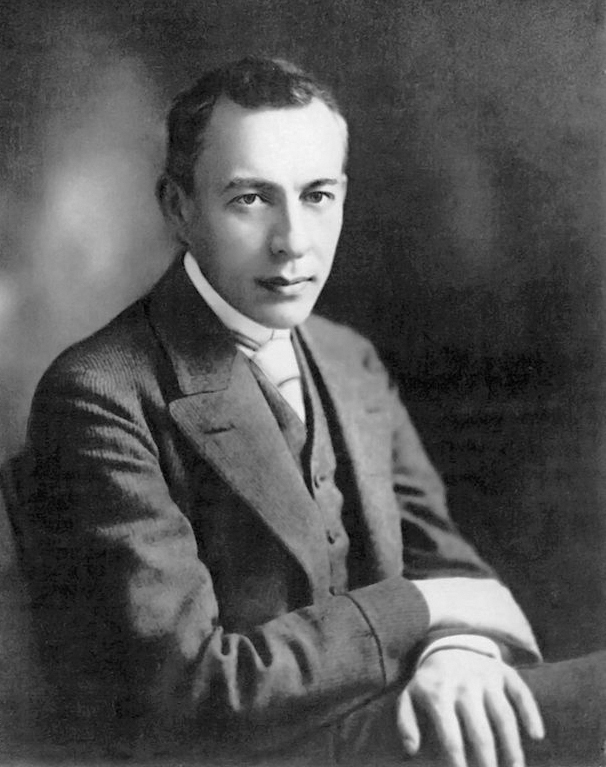
Der junge Rachmaninow 1901

Die 13 Préludes op. 32 sind ein 1910 komponierter Klavierzyklus von Sergei Rachmaninow und sein letzter Beitrag zur Gattung des Präludiums.
Mit der vorhergehenden Sammlung der 10 Préludes und dem berühmten cis-Moll-Prélude aus den Morceaux de fantaisie konnte er nun 24 Stücke vorweisen, mit denen er an die Traditionslinie von Bachs wohltemperiertem Klavier bis Chopins Préludes op. 28 anknüpfte, auch wenn er den ursprünglich geplanten geschlossenen Zyklus durch alle Dur- und Molltonarten nicht vollendete.
Gegenüber der vorhergehenden Sammlung sind viele der Stücke satztechnisch noch komplizierter und musikalisch anspruchsvoller. Während die lyrischen Episoden zunehmend tragisch gefärbt sind, wird die Klangwelt differenzierter und erlesener.
Die Préludes sind ein bedeutender Teil seines Klavierwerks, das mit seiner melancholisch-pathetischen Klangsprache, den dramatischen Aufschwüngen und dynamischen Steigerungen einen letzten Höhepunkt spätromantischer Klaviermusik und nach wie vor eine Herausforderung für große Pianisten darstellt.

## Inhalt
Die gewichtigen Beiträge finden sich vor allem am Ende des Zyklus. Zu ihnen gehört das düstere, an zehnter Stelle stehende dreiteilige h-Moll-Prélude mit seinem majestätischen Mittelteil, ein tiefsinniges Werk, das der Komponist selbst sehr schätzte, das 12. Stück in gis-Moll, das durch eine glitzernde Sechzehntel-Figur der rechten Hand auffällt, unter der die Linke eine traurige Melodie erklingen lässt, und das gleichsam sinfonisch angelegte Klanggemälde am Ende der Sammlung, das sich mit seinen mächtigen Akkorden zu einer Apotheose des Klavierklangs erhebt.
- Nr. 1 in C-Dur: (Allegro vivace, 2/2)
- Nr. 2 in b-Moll: (Allegretto, 9/8)
- Nr. 3 in E-Dur (Allegro vivace, 4/4)
- Nr. 4 in e-Moll (Allegro con brio)
- Nr. 5 in G-Dur (Moderato, 4/4)
- Nr. 6 in f-Moll (Allegro appassionato, 2/4)
- Nr. 7 in F-Dur (Moderato, 2/2)
- Nr. 8 in a-Moll (Vivo, 6/4)
- Nr. 9 in A-Dur (Allegro moderato, 9/8)
- Nr. 10 in h-Moll (Lento, 4/4)
- Nr. 11 in H-Dur (Allegretto, 3/8)
- Nr. 12 in gis-Moll (Allegro, 12/8)
- Nr. 13 in Des-Dur (Grave, 4/4)

## Entstehung und Hintergrund
(siehe 10 Préludes).